# Domingos Remedio da Silva
Domingos Remedio da Silva (* 12. November 1999) ist ein Schwimmer aus Osttimor.
Bei den Schwimmweltmeisterschaften 2019 in Gwangju startete Silva im Freistil über 100 m. Mit einer Zeit von 1:06.71 Minuten kam er auf Platz 119.